# 100-мм зенитная пушка КС-19
КС-19 (индекс ГРАУ 52-П-415) — советская крупнокалиберная 100-мм тяжёлая буксируемая зенитная установка. Главный конструктор — Л. В. Люльев. Создана в 1947 году, принята на вооружение 18 декабря 1948 года. Предназначена для поражения высоколетящих целей. КС-19 обеспечивает борьбу с воздушными целями, имеющими скорость до 1200 км/ч и высоту до 15 км. Стрельба ведётся по данным радиолокационного комплекса в автоматическом режиме.
Всего с 1948 по 1955 годы было изготовлено 10 151 орудий КС-19 разных модификаций + 9 для полигонных испытаний (в том числе установок КС-19 и КС-19М: 6396 ед. на заводе № 8 (мощности эвакуированного из Ленинграда завода «Арсенал») и 1988 ед. на заводе № 235). С 1951 года в войска начал поступать модернизированный вариант — КС-19М, а с 1955 года — малыми партиями КС-19М2. Орудия поздних модификаций (КС-19М2 и КСМ-65) производились до 1957 года на этих же заводах.

## История
Разработка КС-19 была завершена в июле 1947 года В ОКБ завода № 8 (ныне КБ «Новатор») Минавиапрома СССР под руководством конструктора Л. В. Люльева. За основу была взята пушка М. Н. Логинова, которая проходила испытательные стрельбы на полигоне завода № 8 имени Калинина ещё в 1940 году. Разработка КС-19 велась в рамках перевооружения для замены зенитных 85-мм пушек образца 1939 года (52-К).
Опытная серия из 4-х КС-19 была изготовлена в сентябре 1947 года на заводе № 8 и сразу же отправлена на заводские испытания. Орудие было установлено на повозку ЗУ-17 разработанной на заводе № 13. После заводских испытаний опытный образец КС-19 на повозке ЗУ-17 был доставлен в ноябре 1947 года на полигон НИЗАП для испытания стрельбой и возке. После завершения испытаний по выявленным дефектам был внесён рад изменений в повозку ЗУ-17 и она поступила в серийное производство под индексом 52-У-415 и обозначением КЗУ-16. В декабре 1947 года батарея прошла войсковые испытания. Было произведено 3653 выстрела и пройдено 1506 км. Был отмечен ряд новых, но небольших дефектов КЗУ-16. В итоге по результатам войсковых испытаний КС-19 была рекомендована к принятию на вооружение.
100-мм зенитная пушка КС-19 образца 1947 года на повозке КЗУ-16В была принята на вооружение Советской армии постановлением Совета министров СССР № 2886—1184 от 2 марта 1948 года и приказом Министерства оборонной промышленности от 22 марте 1948 года. 1 сентября того же года завод № 8 отправил опытную батарею КС-19 на полигон НИЗАП на войсковые испытания. В 1948—1949 годах завод № 8 смог поставить первые 302 орудия. В 1949 году обучение расчётов орудий КС-19 началось в Оренбурге на базе Кавалерийского училища красных командиров.
В 1950 году вышло решение Министерства вооружения и Главного артиллерийского управления по модернизации КС-19 с целью улучшения её боевых и эксплуатационных характеристик. Для увеличения ресурса ствола на заводе № 8 были уширены поля нарезки ствола орудия. При развёртывании орудия в боевую позицию все элементы комплекса связывались между собой электропроводной связью. Наведение пушки в упреждающую точку по цели производилось гидросиловым приводом ГСП-100 от ПУАЗО. При этом была оставлена возможность наведения орудия вручную. Модификация 1950 года получила обозначение КС-19М. В январе — июне 1951 года на полигоне НИАП были проведены испытания нового образца в объёме 520 выстрелов, из которых 216 были усиленным зарядом. Стрельба на скорострельность проводилась темпом 14-16 выстрелов в минуту. На марше было пройдено 1500 км по гравийному шоссе. По итогам испытаний было определено, что КС-19 может обеспечить борьбу с воздушными целями со скоростями до 1200 км/час и высотой полёта до 15 км. КС-19М начал поступать в войска с 1951 года.
В 1953 году была принята на вооружение модификация КС-19 для Береговых войск Военно-морского флота СССР под обозначением КСМ-65, хотя серийное производство этих орудий началось ещё в 1951 году (постановление Совета министров СССР от 19 ноября 1951 года). Производство КС-19М велось до 1956 года.
В 1953 году завод № 13 получил также заказ на разработку замены КЗУ-16В, так как в процессе её эксплуатации был выявлен ряд новых недостатков, устранение которых путём доработки существующей платформы оказалось невозможным. В новой платформе предполагалось заменить ручной привод перевода из походного положения и обратно (время перевода не должно быть более 5 минут), устранить перегрузку осей на колёса, особенно задние, довести возможную скорость передвижения по шоссе до 40 км/час, улучшить остойчивость орудия и ещё произвести ряд других мелких введений. В 1954 году главный конструктор Плотников И. И. завода № 13 представил технический проект платформы под обозначением КЗУ-26. Однако он был отклонён в Министерстве оборонной промышленности и ГАУ.
В начале января 1955 года завод № 13 представил ГАУ новой технический проект колёсной платформы под обозначением КЗУ-28. 19 февраля 1955 года техпроект был одобрен с небольшими замечаниями, и поступило распоряжение на изготовление опытного образца. Образец КЗУ-28 за № 111 прошёл полигонные испытания, в ходе которых было произведено 1667 выстрелов и пройдено 2000 км. Во время полигонных испытаний, которые признали успешными, был выделен ряд преимуществ по сравнению с КЗУ-16В, что могло значительно улучить эксплуатационные свойства разрабатываемого комплекса на основе КС-19М. Комиссия также определила, что платформа КЗУ-28 должна быть рекомендована для серийного производства. В том же году был завершён очередной этап модернизации КС-19. Новое орудие получило обозначение КС-19М2. КЗУ-16В была заменена на платформу КЗУ-28. Произведена механизация: установки взрывателя, досылание патрона, закрытие затвора, производство выстрела, открытие затвора и экстракция гильзы. Начало подготовки очередного выстрела определялась с нажатия на пусковую рукоятку автомата установки взрывателя. При этом обстрел по следующей цели возможен не менее чем через 2,5 минуты. Были установлены следующие режимы ведения огня: 13 выстрелов за 1 минуту; 45 выстрелов за 5 минут; 110 выстрелов за 60 минут; 160 выстрелов за 120 минут. Внедрена система ГСП-100М, предназначенная для дистанционной автоматической наводки по азимуту и углу возвышения и автоматического ввода в АУВ значений для установки взрывателя по данным ПУАЗО. ГСП-100М обеспечивала также возможность ручного наведения по всем трём каналам с помощью индикаторной синхронной передачи, включала центральный распределительный ящик (ЦРЯ), орудийные комплекты ГСП-100М (по числу управляемых орудий, 1—8 КС-19М2), комплект соединительных кабелей и батарейный прибор. Источником питания системы ГСП-100М являлась штатная передвижная дизельная электростанция СПО-30, вырабатывающая трёхфазный ток напряжением 23-/133 В и частотой 50 Гц. При боевом развёртывании все подчинённые орудия, ПУАЗО и СПО-30 располагались в радиусе не более 75 метров от ЦРЯ.
Снятые с вооружения 100-мм зенитные орудия использовали в качестве борьбы с градами. В начале 1980 года для них был разработан противоградовый снаряд «Эльбрус-4».

## Описание

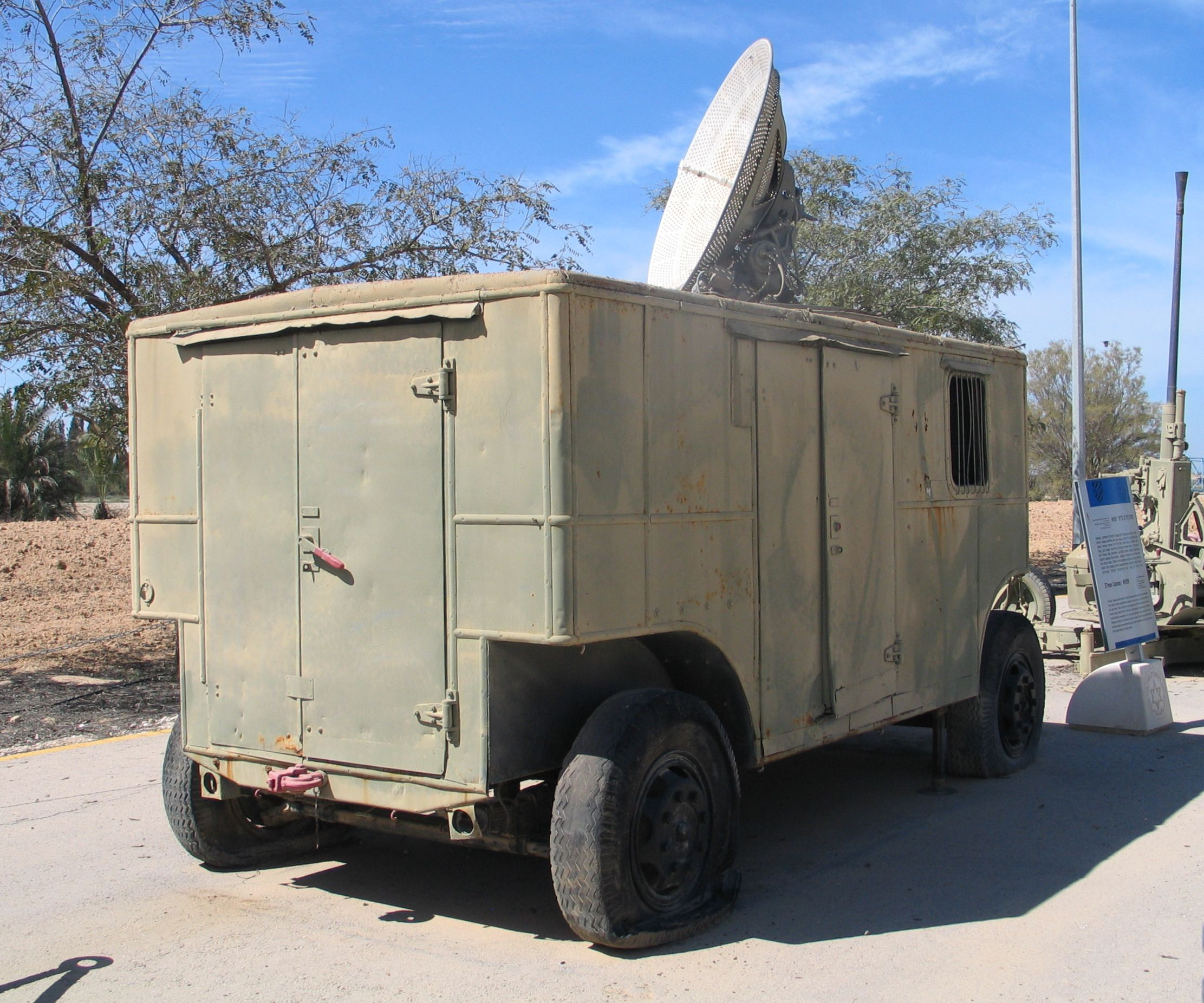
радиолокационная станция СОН-9А «Глобус»

Батареи КС-19 могли использоваться самостоятельно или в комплексе с другими зенитными средствами для прикрытия войск в ходе боевых действий, а также на марше и при развёртывании. Или могли быть развёрнуты для прикрытия важных объектов от ударов авиации противника. Основным способом стрельбы орудий была стрельба батареями по команде от радиолокационной станции СОН-4 (производились на заводе № 852). Позже — от СОН-9А «Гром-2» с максимальной дальностью обнаружения 80 км, рабочая частота 2,7-2,9 ГГц, мощность 300 КВт. Для целеуказания использовался прибор управления огнём зенитного орудия (ПУАЗО-6). Целеуказание передаётся орудиям через центральную распределительную коробку и автомат наводки каждого орудия отдельно. Имелась оптическая труба ПО-1М с 5-х увеличением для наводки орудия на цель при стрельбе прямой наводкой и панорамный визор с 4-х увеличением. С 1951 года их заменил стереодальномер Д-49, разработанный в КБ завода № 69 Министерства вооружения.
Конструкция орудия позволяет вести огонь прямой наводкой по воздушным и наземным целям с помощью оптического прицела. Диапазон возвышения ствола орудия от −3° до +85°. Обученный расчёт может производить до 15 выстрелов в минуту. Оперативный ресурс на один ствол был назначен 2800 выстрелов.

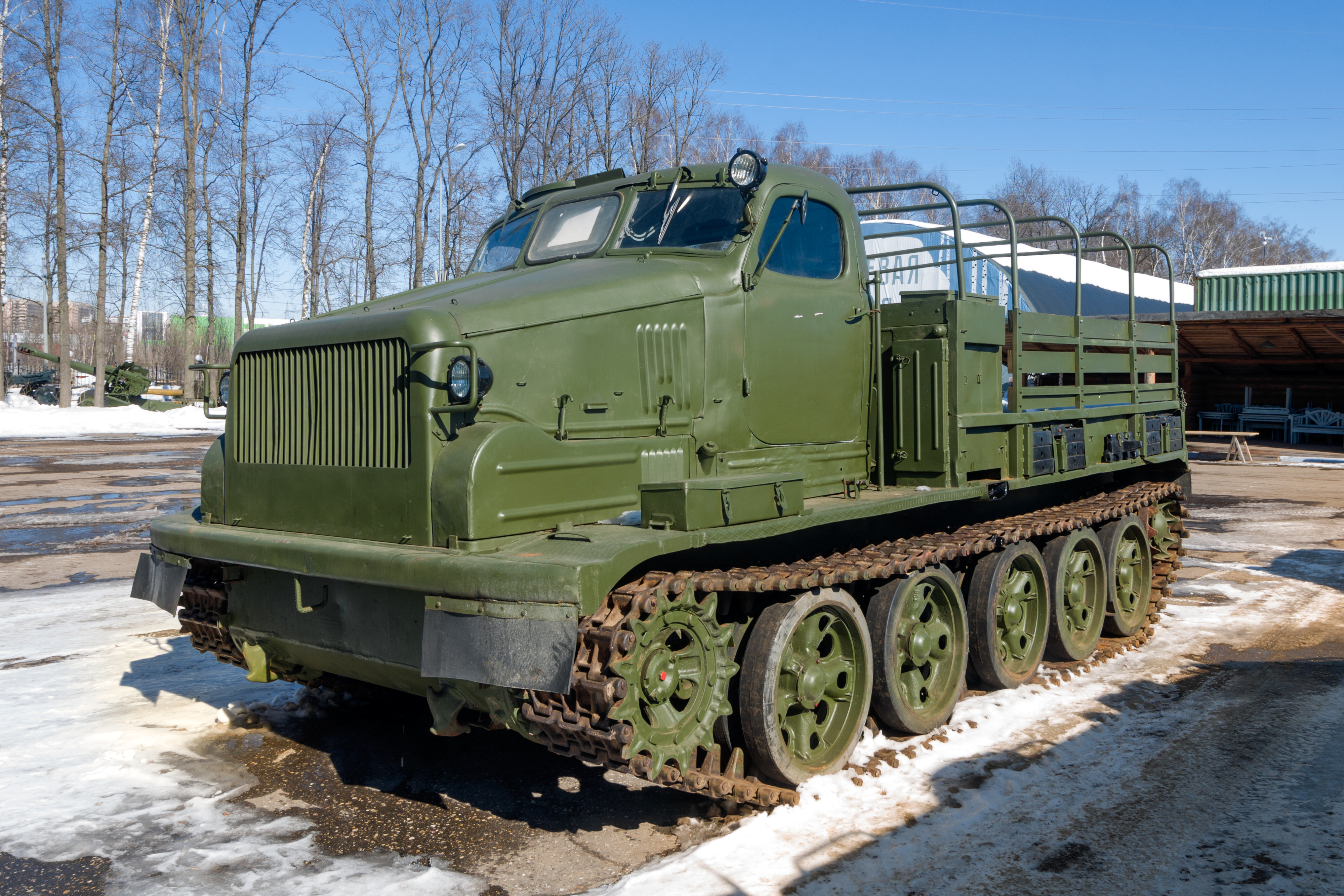
Артиллерийский тягач АТ-Т в музее техники Вадима Задорожного

Орудиями КС-19 оснащались зенитные артиллерийские части группы Советской армии, в каждом полку было 2 дивизиона, каждый дивизион имел 24 орудия и по 3 РЛС управления огнём и наводки. Для буксировки использовались средние гусеничные артиллерийские тягачи АТ-С или тяжёлые артиллерийские гусеничные неплавающие тягачи высокой проходимости АТ-Т. На тягаче могли поместиться до 15 человек с боеприпасами к орудию. Номенклатура боеприпасов включает осколочно-фугасные, осколочные и бронебойно-трассирующие типы. Против наземных бронированных целей были разработаны два разных типа бронебойно-трассирующих снарядов, как сообщается, один из них способен пробить 185-мм броню на расстояние до 1000 м. Масса осколочно-фугасного снаряда 15,6 кг; масса бронебойно-трассирующего снаряда 15,88 кг.

## Модификации
- СССР:

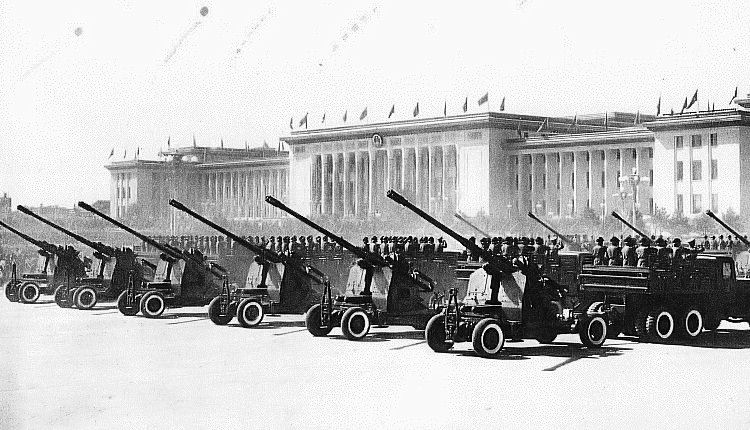
Орудия Type-59 на площади в Пекине

  - КС-32 — эскизный проект 1947 года КБ завода № 8 пушки КС-19 на самодвижущейся платформе. Реализован не был.
  - КС-19М — модификация 1950 года, с целью увеличения ресурса ствола были уширены поля нарезки.
  - КС-11 — проект 1954 года по оснащению КС-19 электрическим следящим приводом. Реализован не был.
  - КС-19М2 — модификация 1955 года, исходная платформа (повозка КЗУ-16) заменена на платформу КЗУ-28.
    - Пусковая установка на основе четырёхколёсной повозки КЗУ-28 от КС-19 для первого советского беспилотного самолёта-мишени Ла-17М, разработанного в КБ Лавочкина. Производилась с 1954 по 1992 год в СССР в нескольких модификациях. Комплекс поставлялся на экспорт в Китай и Сирию.

  - КС-13 — проект 1955 года по механизации заряжания КС-19. Работы были прекращены на уровне 10 %.
  - КС-35/КС-35Э — проект 1956 года по созданию 100-мм зенитной пушки повышенной мощности на основе КС-19 с гидро- и электроприводами. Предполагаемая скорострельность — 20 выстр./мин.
  - КСМ-65 — береговое артиллерийское орудие на основе КС-19. Разработано в конструкторском бюро Свердловского Завода № 8[5].
- Type-59 — копия КС-19 производившаяся в Китайской Народной Республике, после того как в январе 1955 года орудия КС-19 поступили в зенитно-артиллерийские части.
- — зенитная самоходная установка, создана путём установки орудия КС-19 в вырезанной башне на шасси танка Т-34-85.
- Sa’eer (Саир) — модернизированный вариант КС-19, оснащённый РЛС для наведения и оптической системой автоматического наведения орудия, при этом работа орудия требует минимум персонала. Представлен в конце 2011 года[8].

## Характеристики
| Параметр                            | Значение                 |
| ----------------------------------- | ------------------------ |
| Калибр                              | 100 мм                   |
| Длина ствола                        | 60,7 калибра             |
| Боевая масса установки              | 9350 кг / 9550 кг        |
| Длина установки                     | 9,45 м                   |
| Ширина установки                    | 2,35 м                   |
| Высота установки                    | 1,60 м                   |
| Масса снаряда                       | 15,6 кг                  |
| Начальная скорость снаряда          | 900 м/с                  |
| Скорострельность                    | 14—15 выстрелов в минуту |
| Зона поражения                      | высотой 15,4 км          |
| Прицельное устройство               | Рефлекторный             |
| Принцип зарядки                     | Вручную                  |
| Время перевода в боевое положение   | 7 мин                    |
| Время перевода в походное положение | 6 мин                    |
| Расчёт                              | 7 человек                |

### Применяемые боеприпасы
Орудия КС-19/КСМ-65 использовали, как специально разработанные боеприпасы, так и от БС-3 и Д-10
| Номенклатура боеприпасов             |                                                                                 |                    |                    |                   |              |               |                                       |                       |                                            |                            |
| Марка выстрела                       | Тип снаряда                                                                     | Марка снаряда      | Масса выстрела, кг | Масса снаряда, кг | Масса ВВ, кг | Тип ВВ        | Марка взрывателя                      | Дульная скорость, м/с | Максимальная дальность прямого выстрела, м | Год принятия на вооружение |
| Зенитные                             |                                                                                 |                    |                    |                   |              |               |                                       |                       |                                            |                            |
| А3-УЗС-56                            | зенитный снаряд                                                                 | А3-ЗС-56           |                    | 15,6              | 1,208        | тротил        | ВМ-16, ВМ-16Л, ВМ-16М                 | 900                   | 9468                                       |                            |
| А3-УЗС-56Р                           | зенитный снаряд с радиовзрывателем                                              | А3-ЗС-56Р          |                    | 15,6              | 1,255        | A-IX-2        | ВМ-16, ВМ-16Л, ВМ-16М                 | 900                   | 9468                                       |                            |
| А3-УЗС-56Р                           | зенитный снаряд с радиовзрывателем                                              | А3-ЗС-56Р          |                    | 15,9              | 0,786        | A-IX-2        | АР-24                                 | 900                   | 9468                                       |                            |
| Фугасные                             |                                                                                 |                    |                    |                   |              |               |                                       |                       |                                            |                            |
|                                      | фугасный снаряд                                                                 | А3-Ф-56            |                    | 15,8              | 1,3          | тротил        | 2МР, 3МР, 4МР                         | 895                   | 22 241                                     |                            |
|                                      | фугасный снаряд                                                                 | А3-Ф-56            |                    | 15,8              | 1,25         | A-IX-2        | 2МР, 3МР, 4МР                         | 895                   | 22 241                                     |                            |
| Осколочно-фугасные снаряды           |                                                                                 |                    |                    |                   |              |               |                                       |                       |                                            |                            |
| УО-41253-УО-412                      | морская осколочная граната                                                      | О-41253-О-412      | н/д                | 15,94             | н/д          | тротил        | РГМ, КТМ-1                            | 898                   | 1200 21 360                                |                            |
| УОФ-41253-УОФ-412                    | осколочно-фугасный, с полным зарядом 54-ЖН-412                                  | ОФ-412             | 30,20              | 15,60             | 1,69, 1,46   | тротил, АТ-40 | РГМ, РГМ-6, В-429                     | 892, 900              | 1100 20 000                                |                            |
| УОФ-412У53-УОФ-412У                  | осколочно-фугасный, с уменьшенным зарядом 54-ЖН-412У                            | ОФ-412             | 27,10              | 15,60             | 1,46         |               | РГМ                                   | 600                   | 730                                        |                            |
| 53-УОФ-412Ж                          | осколочно-фугасный, с полным зарядом 54-ЖН-412                                  | ОФ-412Ж            | 30,27              | 15,91             | 1,69         |               | РГМ                                   | 900                   | 1100                                       |                            |
| 53-УОФ-412ЖУ                         | осколочно-фугасный, с уменьшенным зарядом 54-ЖН-412У                            | ОФ-412Ж            | 26,74              | 15,91             | 1,46         |               | РГМ                                   | 600                   | 1100                                       |                            |
| 53-УОФТ-412 (Болгария)               | осколочно-фугасный, тренировочный с трассёром                                   | ОФТ-412            | 30,30              |                   |              |               | МГ-УчМ, ВС-5, ВУБС-1М                 | 900                   |                                            |                            |
| УО-415 53-УО-415                     | снаряд осколочный                                                               | О-415 53-О-415     | 30,145             | 15,6              | 1,4          | тротил        | ВМ-30, ВМ-30Л, ВМ-30Л1, ВМ-45, ВМ-45Л | 900                   | 21 000, 12 700, 14 900                     |                            |
| УО-415Р                              | снаряд осколочный с радиовзрывателем                                            | О-415Р             |                    |                   |              |               |                                       |                       |                                            | 1948                       |
| 3УОФ10                               | осколочно-фугасный, с полным зарядом 54-ЖН-412                                  | 3ОФ32              | 30,00              | 15,60             | 1,7          |               | В-429                                 | 900                   |                                            |                            |
| 3УОФ11                               | осколочно-фугасный, с уменьшенным зарядом 54-ЖН-412У                            | 3ОФ32              | 26,83              | 15,60             | 1,7          |               | В-429                                 |                       |                                            |                            |
| 3ОФ70                                | осколочно-фугасный, повышенной эффективности                                    | ОФ70               | 28.20              | 13,28             | 2,24         |               | В-429                                 | 960                   |                                            |                            |
| Бронебойные снаряды                  |                                                                                 |                    |                    |                   |              |               |                                       |                       |                                            |                            |
| УБР-41253-УБР-412                    | бронебойный остроголовый, трассирующий                                          | БР-41253-БР-412    | 30,10              | 15,88             | 0,65         |               | МД-8                                  | 897                   | 1040                                       | 1944                       |
| УБР-412Б53-УБР-412Б                  | бронебойный тупоголовый с баллистическим наконечником, трассирующий             | БР-412Б53-БР-412Б  | 30,10              | 15,88             | 0,65         |               | МД-8                                  | 897                   | 1040                                       | 1944                       |
| 53-УБР-412П                          | бронебойный подкалиберный                                                       | 53-БР-412П         |                    |                   |              | A-IX-2        | МД-8                                  |                       |                                            | Кон. 1940-х гг.            |
| 53-УБР-412Д                          | бронебойный тупоголовый с защитным и баллистическим наконечниками, трассирующий | БР-412Д 53-БР-412Д | 30,40              | 15,88             | 0,61         |               | МД-8                                  | 887                   | 1070                                       | 1953                       |
| 3УБК4                                | кумулятивный невращающийся, трассирующий                                        | 3БК5               | 25,50              | 12,38             | 0,99         |               | ГПВ-2                                 | 900                   | 3000                                       | 1961                       |
| 3УБК4М                               | кумулятивный невращающийся, трассирующий                                        | 3БК5М              | 25,50              | 12,38             | 1,038        |               | ГПВ-2                                 | 900                   | 3000                                       | 1961                       |
| 3УБМ6                                | неоперённый бронебойный подкалиберный снаряд с вольфрамовым сердечником         | 3БМ8               | 21,20              | 5,70              |              |               |                                       | 1415                  | 1680                                       | 1966                       |
| 3УБМ7                                | бронебойный оперённый подкалиберный снаряд                                      | 3БМ19              | 19,50 17,0         | 4,58              |              |               |                                       |                       | 1690                                       | 1976                       |
| 3УБК9                                | кумулятивный невращающийся, со стальной воронкой                                | 3БК17              | 21,90              | 10,00             |              |               | ГПВ-2                                 | 1075                  |                                            | 1978                       |
| 3УБК9М                               | кумулятивный невращающийся, с медной воронкой                                   | 3БК17М             | 21,90              | 10,00             |              |               | ГПВ-2                                 | 1075                  |                                            | 1978                       |
| 3УБМ11                               | бронебойный подкалиберный                                                       | 3БМ25              | 20,70              | 5,02              |              |               |                                       | 1430                  |                                            | 1978                       |
| 3УБР3                                | бронебойный тупоголовый с баллистическим наконечником, трассирующий             | 53-БР-412Б         | 30,10              | 15,88             | 0,61         |               | ДБР-2                                 | 897                   |                                            |                            |
| 3УБМ8                                | бронебойный подкалиберный                                                       | 3БМ20              | 19,50              | 4,58              |              |               |                                       |                       | 1690                                       |                            |
| Type 73 (Китай)                      | бронебойный подкалиберный                                                       |                    | 19,00              | 5,56              |              |               |                                       | 1505                  | 1730                                       |                            |
| M309 (Румыния и Израиль)             | бронебойный подкалиберный                                                       | 53-BM-412Sg        | 21,30              | 5,80              |              |               |                                       | 1315                  | 2000                                       |                            |
| Противотанковые управляемые выстрелы |                                                                                 |                    |                    |                   |              |               |                                       |                       |                                            |                            |
| 3УБК10-1                             | кумулятивная, управляемая                                                       | 9М117              | 25,00              | 18,80             |              |               |                                       |                       | 4000                                       | 1980                       |
| 3УБК10М-1                            | кумулятивная, управляемая                                                       | 9М117М             | 27,70              |                   |              |               |                                       |                       | 4000                                       |                            |
| 3УБК23-1                             | кумулятивная, управляемая                                                       | 9М117М1            | 27,50              |                   |              |               |                                       |                       | 6000                                       |                            |
| Осветительные                        |                                                                                 |                    |                    |                   |              |               |                                       |                       |                                            |                            |
|                                      |                                                                                 | А3-СБ-56           |                    | 16,05             | 1,584        |               | МТ-6, МТ-6Д                           | 646                   | 10 475                                     |                            |
|                                      |                                                                                 | А3-СБ-56           |                    | 16,0              | 1,320        |               | МТ-6, МТ-6Д                           | 646                   | 10,475                                     |                            |
|                                      |                                                                                 | А3-СБ-56           |                    | 14,8              | 1,464        |               | ТМ-16Л                                | 646                   | 10,475                                     |                            |
| Дымовые снаряды                      |                                                                                 |                    |                    |                   |              |               |                                       |                       |                                            |                            |
| 53-УД-412                            | дымовой, с полным зарядом 54-ЖН-412                                             | 53-Д-412           |                    |                   |              |               |                                       |                       |                                            |                            |
| 53-УД-412У                           | дымовой, с уменьшенным зарядом 54-ЖН-412У                                       | 53-Д-412           |                    |                   |              |               |                                       |                       |                                            |                            |
| 3УД3                                 | дымовой, с полным зарядом                                                       | 3Д3                |                    |                   |              |               |                                       |                       |                                            |                            |
| 3УД4                                 | дымовой, с уменьшенным зарядом                                                  | 3Д3                |                    |                   |              |               |                                       |                       |                                            |                            |
| Шрапнельные снаряды                  |                                                                                 |                    |                    |                   |              |               |                                       |                       |                                            |                            |
| 3УШ1                                 | Шрапнельный, содержит 1800 поражающих элементов                                 | 3Ш5                |                    | 15,60             | 0,08         |               |                                       |                       |                                            |                            |
| Противорадиолокационные              |                                                                                 |                    |                    |                   |              |               |                                       |                       |                                            |                            |
|                                      |                                                                                 | А3-РП-56           |                    | 14,66             | 1,209        | ДОЦС-50       | ТМ-16Л                                |                       | 780                                        |                            |
| Ныряющие                             |                                                                                 |                    |                    |                   |              |               |                                       |                       |                                            |                            |
|                                      |                                                                                 |                    |                    | 15,0              | 2,85         |               | НВ-2                                  | 250                   | 3037                                       |                            |
| Практические снаряды                 |                                                                                 |                    |                    |                   |              |               |                                       |                       |                                            |                            |
| 53-УПБР-412                          | практический сплошной, трассирующий                                             | 53-ПБР-412         |                    |                   |              |               |                                       |                       |                                            |                            |
| Учебные                              |                                                                                 |                    |                    |                   |              |               |                                       |                       |                                            |                            |
|                                      |                                                                                 | А3-ЗП-56           |                    | 15,6              | 0,117        | ДРП           | АР-24                                 |                       |                                            |                            |
|                                      |                                                                                 | А3-ПЯ-56           |                    | 15,8              |              |               | АР-24                                 |                       |                                            |                            |

## На вооружении
Орудия КС-19 поступали на вооружение войск СССР во всех союзных республиках. Также орудия поставлялись в страны Варшавского договора и другие страны — союзники СССР.
- ВМС Абхазии — некоторое количество, по состоянию на 2016 год
- СВ Азербайджана — некоторое количество, по состоянию на 2016 год[21]
- СВ Алжира — 150 КС-19, по состоянию на 2016 год[22]
- СВ Болгарии — некоторое количество, по состоянию на 2020 год[23]
- Гвинея — 4 КС-19, по состоянию на 2021 год[24]
- Египет — 300 КС-19, по состоянию на 2016 год[25]
- ВВС Ирана — более 100 Sa'eer, по состоянию на 2017 год
- Китай — некоторое количество Type-59 (PG-59), по состоянию на 2021 год[26] + неизвестное количество КСМ-65, были поставлены из СССР в 1956 году[27]
- КНДР — некоторое количество, по состоянию на 2021 год[28]
- СВ Конго — некоторое количество, по состоянию на 2021 год[29]
- Куба — некоторое количество КС-19 и КС-19М, по состоянию на 2021 год[30]
- Мавритания — 12 КС-19, по состоянию на 2021 год[31]
- Россия — некоторое количество, по состоянию на 2020 год, остаются на вооружении федеральной службы по гидрометеорологии и мониторингу окружающей среды
  - В 2022 году некоторое количество было снято с хранения для нужд ФСВНГ
- Сирия — некоторое количество КС-19, по состоянию на 2021 год[32]
- СВ Украины — некоторое количество КС-19 и КС-19М2 сняты с хранения в 2023 году.

### Статус неизвестен
- КСВ Камбоджи — 50 КС-19, по состоянию на 2011 год
- ВВС Ливии — некоторое количество КС-19, по состоянию на 2009 год. В 1972—1974 годах поставлено 150 орудий[33]
- Марокко — 17 КС-19, по состоянию на 2016 год[34]

### Бывшие операторы
- Афганистан — некоторое количество, по состоянию на 2007 год[35]
- Вьетнам[36]
- СССР:
  - Войска противовоздушной обороны Сухопутных войск СССР
    - 297-я зенитная ракетная бригада
    - 605-й зенитно-артиллерийский полк
    - 1528-й зенитный ракетный полк

  - Береговые войска Военно-Морского Флота СССР — 49 КСМ-65, на 1 января 1984 года, из которых 21 орудие находилось в батареях, а 28 на складах[5].

## Музейные экспонаты
Россия
- Верхний Уфалей (Челябинская область) — Сквер Победы
- Верхняя Пышма (Свердловская область) — Музей военной и автомобильной техники УГМК
- Кронштадт — Батарея «Демидов»
- Кыштым (Челябинская область) — Музей под открытым небом
- Москва —
  - Центральный музей Вооружённых Сил
  - Открытая экспозиция военной техники в парке на Поклонной горе
- Падиково (Московская область) — Музей отечественной военной истории
- Темрюк (Краснодарский край) — Военная горка (два орудия)
- Тольятти — Парковый комплекс истории техники имени К. Г. Сахарова
- Ундоры (Ульяновская область) — Монумент Павшим в Великой Отечественной войне

Азербайджан
- Баку — Парк военных трофеев[37].

Белоруссия
- Лошаны, Минский район — историко-культурный комплекс «Линия Сталина»

Болгария
- София — Национальный музей военной истории

Украина
- Полтава — Полтавский музей дальней и стратегической авиации
- Луцк — Волынский региональный музей украинского войска и военной техники

|                                           |                                       |                                             |                                              |
| «Военная горка» Темрюк                    | «Буйницкае поле» Белоруссия           | Мемориал села Пилява Украина                | «Линия Сталина» Лошаны, Белоруссия           |
|                                           |                                       |                                             |                                              |
| КСМ-65 «Михайловская батарея» Севастополь | Музей военной истории Молдовы Молдова | Национальный музей военной истории Болгария | Batey ha-Osef Museum Тель-Авив, Израиль      |
|                                           |                                       |                                             |                                              |
| Музей военной истории Кецель, Венгрия     | Музей авиации Китая Пекин             | Монумент Павшим в ВОВ Ульяновская область   | Музей отечественной военной истории Падиково |

## Боевое применение
КС-19 использовался во время воин в Корее и Вьетнаме.
- Война в Персидском заливе — по версии В. Ильина, 22 января 8 самолётов Panavia Tornado над районом Аль-Ратбаха на высоте 6700 метров были обстреляны из орудий КС-19. Самолёт ведущего был сбит первым же залпом, а остальные, избавившись от бомб, „нырнули“ на малую высоту и взяли курс на аэродром базирования[38]. По версии А. Хаустова и А. Котлобовского, этот Tornado был сбит ракетой «Роланд»[39]

## Мирное применение
До сегодняшнего времени орудия КС-19 используются противолавинными службами для предупредительного спуска снежных лавин, а также для рассеивания градовых облаков. С этой целью для неё был создан специальный снаряд, содержащий химические вещества, которые вызывают выпадение осадков из облаков.